# Cygnus CRS Orb-1
La Cygnus CRS Orb-1, conosciuta anche come Orbital Sciences CRS Flight 1 e Orbital 1, è stata una missione spaziale privata di rifornimento per la Stazione spaziale internazionale, programmata da Orbital ATK per la NASA nell'ambito del programma Commercial Resupply Services e decollata il 9 gennaio 2014. La Cygnus CRS Orb-1 è stata la seconda missione orbitale del veicolo spaziale Cygnus, la prima delle quali avente come cliente la NASA, e il terzo volo del veicolo di lancio Antares.

## Modulo di servizio
La missione CRS Orb-1 è stata la prima delle otto missioni commissionate alla Orbital Sciences da parte della NASA nell'ambito del contratto Commercial Resupply Services. La missione rappresentò il volo inaugurale volo del razzo Antares 120, il quale utilizzava il secondo stadio Castor 30B, che sarebbe poi stato utilizzato anche nella missione Cygnus CRS Orb-2 e che sarebbe poi stato sostituito, a partire dalla missione Cygnus CRS Orb-3, dal secondo stadio Castor 30XL, facente parte del razzo Antares 130.
Come da tradizione della Orbital Sciences, il modulo era stato battezzato S. S. C. Gordon Fullerton, in onore dell'astronauta statunitense Charles Gordon Fullerton, già attivo ai tempi del Programma Apollo e poi membro di tre missioni dello Space Shuttle,  morto il 21 agosto 2013.

## Lancio e svolgimento della missione

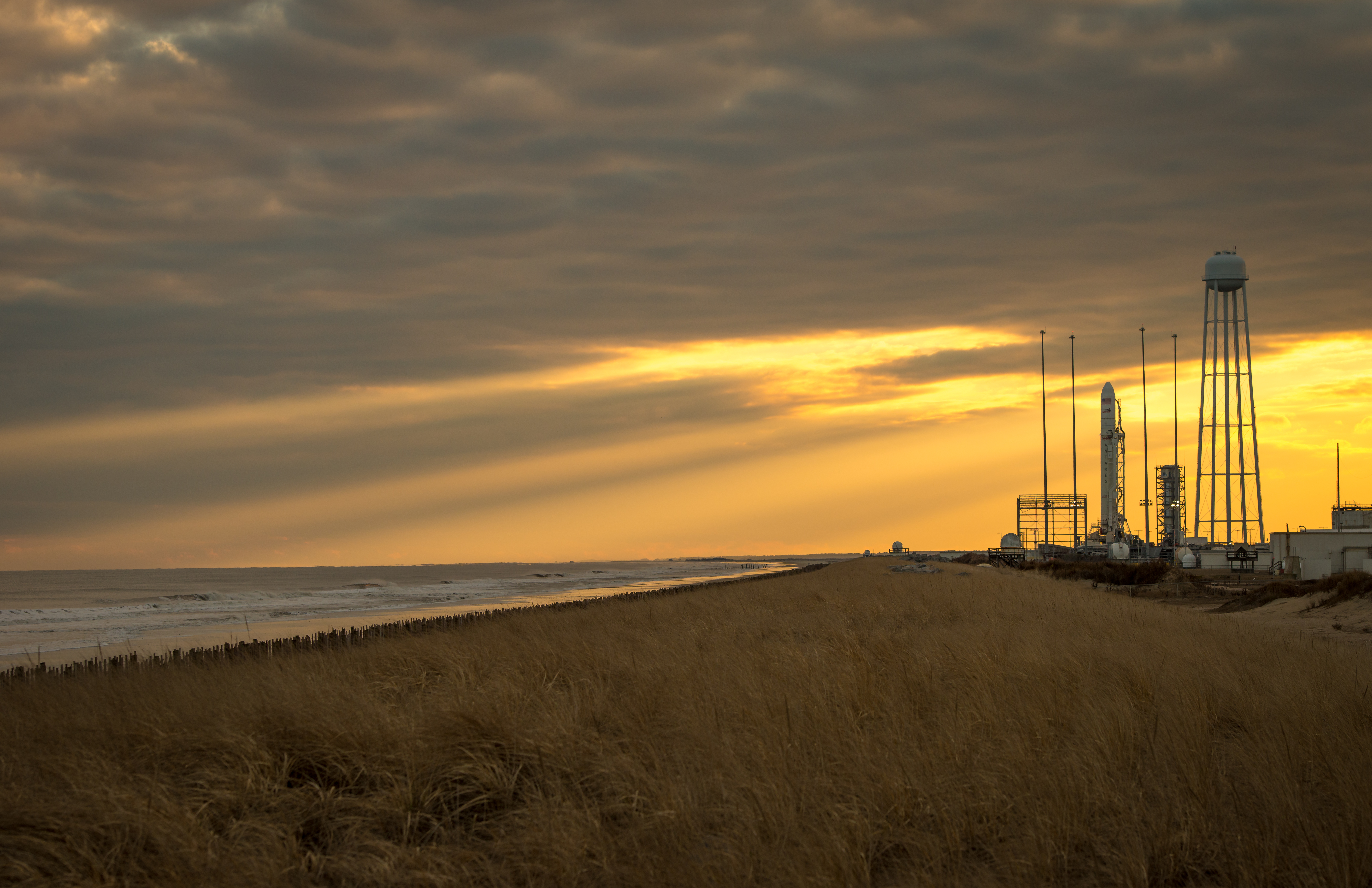
Il razzo Antares 120 con a bordo il modulo S. S. C. Gordon Fullerton in attesa di decollare.

Il lancio della missione Cygnus Orb-1 era stato originariamente programmato per il mese di novembre del 2013 ma, dopo diverse posticipazioni dovute talvolta al maltempo, e in particolare alle rigide temperature, e talvolta a problemi tecnici della ISS, come una perdita del sistema di raffreddamento che si verificò il 17 dicembre e che richiese diverse attività extraveicolari per essere riparata, con la Cygnus già sulla rampa di lancio, esso avvenne infine solo il 9 gennaio, con il razzo Antares 120 che decollò alle 18:07:05 UTC dal sito di lancio numero 0 del Mid-Atlantic Regional Spaceport.
Il 12 gennaio 2014 il modulo Cygnus, con a bordo la capsula pressurizzata per immagazzinamento costruita dalla Thales Alenia Space, ha raggiunto la ISS e ha iniziato a condurre una serie di manovre per regolare la propria velocità, altitudine e orientazione con quella della stazione spaziale. Dopo aver raggiunto il punto di cattura, alle 11:08 UTC il veicolo è stato preso dal Canadarm2, comandato dal personale a terra del Johnson Space Center, e infine, alle 13:05 UTC, è stato agganciato al modulo Harmony.
Il modulo Cygnus della missione è rimasto agganciato alla ISS per poco meno di 37 giorni. Il distacco è avvenuto il 18 febbraio 2014 e il veicolo è stato liberato dal Canadarm2 alle 11:41 UTC dello stesso giorno dopo essere stato caricato con circa 1470 kg di spazzatura. Dopo una serie di manovre atte ad allontanarlo dalla stazione spaziale, il Cygnus ha effettuato il suo rientro in atmosfera, avvenuto il 19 febbraio 2014 alle 18:20 UTC.

## Carico
Il carico della missione Cygnus Orb-1 aveva un peso totale di 1261 kg e comprendeva sia materiale pressurizzato destinato all'interno della Stazione Spaziale Internazionale che alcuni satelliti CubeSat destinati ad essere lanciati dalla ISS. In particolare il carico era così composto:
- Carico destinato all'interno della ISS:
  - Esperimenti scientifici: 434 kg
  - Rifornimenti per l'equipaggio: 424 kg
  - Hardware per la stazione spaziale: 333 kg
  - Equipaggiamenti per le attività extraveicolari: 22 kg
  - Risorse informatiche: 48 kg

Tra gli esperimenti NASA, diversi erano mirati a investigare il comportamento dinamico dei fluidi in un ambiente di microgravità, in modo, ad esempio, da poter realizzare simulazioni più precise del comportamento dei carburanti nei serbatoi.
Tra il carico destinato ad essere utilizzato a bordo della ISS si possono poi ricordare i 23 esperimenti progettati da studenti nell'ambito del programma Student Spaceflight Experiments Program e riguardanti diversi ambiti, dallo studio degli effetti della microgravità sullo sviluppo delle cellule staminali, alla possibilità di produrre birra a bordo della stazione spaziale.
Tra i 33 CubeSat trasportati e destinati al lancio dalla ISS c'erano poi i primi 28 nanosatelliti della Planet Labs destinati a formare la costellazione Flock-1, utile all'osservazione terrestre per fini commerciali.